# Franco Lepore
Franco Lepore (Lecce, 16 agosto 1985) è un calciatore italiano, difensore svincolato.

## Caratteristiche tecniche
Lepore è un terzino destro, ma ha giocato anche come centrocampista che agisce sulla fascia destra.

## Carriera
Franco Lepore inizia la sua carriera calcistica in Serie D, giocando nella stagione 2004-05 con la Virtus Castelfranco. Nella stagione 2005-2006, si trasferisce al Varese, con cui vince il campionato di categoria, ottenendo la promozione in Serie C2 (poi ridenominata Lega Pro Seconda Divisione). Con il club lombardo, milita fino al termine della stagione 2008-2009, che si conclude con la vittoria del campionato e la conseguente promozione in Lega Pro Prima Divisione. 
Nella stagione 2009-2010, Lepore passa in prestito al Lecce, in Serie B, contribuendo con un gol in 15 presenze alla vittoria del campionato cadetto. Successivamente trascorre una stagione in prestito il Lega Pro Prima Divisione, giocando con il Rodengo Saiano e e la Paganese. Nella stagione 2011-2012 torna a giocare in Serie B con il Varese, disputando 6 partite.
Nella stagione 2012-2013, Lepore gioca in Serie D con il Real Vicenza. Successivamente, milita ininterrottamente nella terza serie italiana dal 2013 al 2023, fatta eccezione per due mezze stagioni con il Lecce e il Monza, durante le quali totalizza 7 presenze in Serie B. Nel corso di questo periodo ottiene tre promozioni in Serie B: con il Lecce nella stagione 2017-2018, con il Monza nella stagione 2019-2020 e con il Lecco nella stagione 2022-2023. Quest'ultima promozione è l'unica ottenuta tramite i play-off, mentre nelle altre due occasioni vince il campionato. Con il Lecco, squadra che torna in Serie B dopo 50 anni, Lepore riveste il ruolo di capitano, come già accaduto nella sua seconda esperienza con il Lecce. Inoltre, gioca un ruolo decisivo nella vittoriosa finale play-off contro il Foggia, segnando la rete del definitivo 2-1 nella partita di andata e realizzando una doppietta nella partita di ritorno, vinta in casa per 3-1.
Il 4 giugno 2025, Lepore annuncia la fine del proprio accordo con il Lecco al termine della stagione, in seguito alla scadenza naturale del proprio contratto, dopo aver collezionato in tutto 89 presenze e 10 reti con i lombardi.

## Statistiche

### Presenze e reti nei club
Statistiche aggiornate al 5 gennaio 2025.
| Stagione        | Squadra             | Campionato      | Campionato | Campionato | Coppe nazionali | Coppe nazionali | Coppe nazionali | Coppe continentali | Coppe continentali | Coppe continentali | Altre coppe | Altre coppe | Altre coppe | Totale | Totale |
| Stagione        | Squadra             | Comp            | Pres       | Reti       | Comp            | Pres            | Reti            | Comp               | Pres               | Reti               | Comp        | Pres        | Reti        | Pres   | Reti   |
| --------------- | ------------------- | --------------- | ---------- | ---------- | --------------- | --------------- | --------------- | ------------------ | ------------------ | ------------------ | ----------- | ----------- | ----------- | ------ | ------ |
| 2003-2004       | Copertino           | Ecc.            | 32         | 3          | -               | -               | -               | -                  | -                  | -                  | -           | -           | -           | 32     | 3      |
| 2004-2005       | Virtus Castelfranco | D               | 28         | 3          | CI-D            | 0               | 0               | -                  | -                  | -                  | -           | -           | -           | 28     | 3      |
| 2005-2006       | Varese              | D               | 33+4       | 10         | CI-D            | 0               | 0               | -                  | -                  | -                  | -           | -           | -           | 37     | 10     |
| 2006-2007       | Varese              | C2              | 28         | 9          | CI-C            | 9               | 4               | -                  | -                  | -                  | -           | -           | -           | 37     | 13     |
| 2007-2008       | Varese              | C2              | 33         | 6          | CI-C            | 6               | 3               | -                  | -                  | -                  | -           | -           | -           | 39     | 9      |
| 2008-2009       | Varese              | 2D              | 33         | 5          | CI-LP           | 4               | 1               | -                  | -                  | -                  | SdL-2D      | 1           | 0           | 38     | 6      |
| 2009-2010       | Lecce               | B               | 11         | 1          | CI              | 2               | 0               | -                  | -                  | -                  | -           | -           | -           | 13     | 1      |
| 2010-gen. 2011  | Rodengo Saiano      | 1D              | 10         | 0          | CI-LP           | 0               | 0               | -                  | -                  | -                  | -           | -           | -           | 10     | 0      |
| gen.-giu. 2011  | Paganese            | 1D              | 15         | 0          | CI-LP           | -               | -               | -                  | -                  | -                  | -           | -           | -           | 15     | 0      |
| 2011-2012       | Varese              | B               | 6          | 0          | CI              | 0               | 0               | -                  | -                  | -                  | -           | -           | -           | 6      | 0      |
| Totale Varese   | Totale Varese       | Totale Varese   | 133+4      | 30         |                 | 19              | 8               |                    | -                  | -                  |             | 1           | 0           | 157    | 38     |
| 2012-2013       | Real Vicenza        | D               | 21+2       | 13+2       | CI-D            | -               | -               | -                  | -                  | -                  | -           | -           | -           | 23     | 15     |
| 2013-2014       | Nocerina            | 1D              | 20         | 5          | CI+CI-LP        | 1+0             | 0               | -                  | -                  | -                  | -           | -           | -           | 21     | 5      |
| 2014-2015       | Lecce               | LP              | 27         | 3          | CI+CI-LP        | 0+1             | 0               | -                  | -                  | -                  | -           | -           | -           | 28     | 3      |
| 2015-2016       | Lecce               | LP              | 33+3       | 5+1        | CI+CI-LP        | 2+0             | 0               | -                  | -                  | -                  | -           | -           | -           | 38     | 6      |
| 2016-2017       | Lecce               | LP              | 37+4       | 6          | CI+CI-LP        | 3+0             | 2               | -                  | -                  | -                  | -           | -           | -           | 44     | 8      |
| 2017-2018       | Lecce               | C               | 34         | 3          | CI+CI-C         | 3+1             | 1+0             | -                  | -                  | -                  | SC-C        | 1           | 0           | 39     | 4      |
| 2018-gen. 2019  | Lecce               | B               | 4          | 0          | CI              | 2               | 0               | -                  | -                  | -                  | -           | -           | -           | 6      | 0      |
| Totale Lecce    | Totale Lecce        | Totale Lecce    | 153        | 19         |                 | 14              | 3               |                    | -                  | -                  |             | 1           | 0           | 168    | 22     |
| gen.-giu. 2019  | Monza               | C               | 13+4       | 0+1        | CI+CI-C         | 0+4             | 0               | -                  | -                  | -                  | -           | -           | -           | 21     | 1      |
| 2019-2020       | Monza               | C               | 25         | 2          | CI+CI-C         | 3+1             | 0               | -                  | -                  | -                  | -           | -           | -           | 29     | 2      |
| 2020-feb. 2021  | Monza               | B               | 3          | 0          | CI              | 2               | 0               | -                  | -                  | -                  | -           | -           | -           | 5      | 0      |
| Totale Monza    | Totale Monza        | Totale Monza    | 45         | 3          |                 | 10              | 0               |                    | -                  | -                  |             | -           | -           | 55     | 3      |
| feb.-giu. 2021  | Triestina           | C               | 12+1       | 2          | CI              | -               | -               | -                  | -                  | -                  | -           | -           | -           | 13     | 2      |
| 2021-2022       | Pergolettese        | C               | 18+1       | 1          | CI-C            | -               | -               | -                  | -                  | -                  |             | -           | -           | 19     | 1      |
| 2022-2023       | Lecco               | C               | 30+8       | 1+3        | CI-C            | 0               | 0               | -                  | -                  | -                  | -           | -           | -           | 38     | 4      |
| 2023-2024       | Lecco               | B               | 33         | 4          | CI              | 0               | 0               | -                  | -                  | -                  | -           | -           | -           | 33     | 4      |
| 2024-2025       | Lecco               | C               | 18         | 2          | CI-C            | 0               | 0               | -                  | -                  | -                  | -           | -           | -           | 18     | 2      |
| Totale Lecco    | Totale Lecco        | Totale Lecco    | 81+8       | 7+3        |                 | 0               | 0               |                    | -                  | -                  |             | -           | -           | 89     | 10     |
| Totale carriera | Totale carriera     | Totale carriera | 565        | 88         |                 | 44              | 11              |                    | -                  | -                  |             | 2           | 0           | 611    | 99     |

## Palmarès

### Club

#### Competizioni nazionali
- Serie D: 1

Varese: 2005-2006 (girone A)
- Lega Pro Seconda Divisione: 1

Varese: 2008-2009 (girone A)
- Serie B: 1

Lecce: 2009-2010
- Serie C: 2

Lecce: 2017-2018 (girone C)
Monza: 2019-2020 (girone A)